# Francisco Morante Martínez
Francisco Morante Martínez (Córdoba, España, 28 de junio de 1992) más conocido como Fran Morante es un futbolista español. Juega de defensa y su equipo actual es el Real Balompédica Linense, de la Segunda División B de España.

## Trayectoria
Formado en las categorías inferiores del Córdoba Club de Fútbol, tras jugar una temporada con el  Córdoba Club de Fútbol "B", pasó al Granada B,  a cuya plantilla ha perteneció durante cuatro campañas, siendo el capitán del filial granadino en Segunda B. En el Granada B  logró el ascenso a Segunda B en el primer intento, en la campaña 2012-13, categoría en la que ha militó los tres siguientes ejercicios. En la campaña 2013-14 jugó un total de 13 partidos en la categoría de bronce, consiguiendo un gol. La siguiente campaña, a las órdenes de Joseba Aguado, creció en el centro de la defensa del filial nazarí disputando 33 partidos como titular y consiguiendo otro tanto. En la campaña 2015-16, y con José Miguel Campos en el banquillo andaluz, Fran Morante fue 30 partidos titular y consiguió un total de 3 goles. 
En verano de 2016, el jugador firma con el Real Murcia
En 2019 firma con el Mohun Bagan AC de la I-League por una temporada. En marzo de 2020 se convierten en campeones de la I-League.

## Clubes
| Club                     | País   | Año       |
| ------------------------ | ------ | --------- |
| Córdoba CF B             | España | 2011-2012 |
| Recre Granada            | España | 2012-2016 |
| Real Murcia              | España | 2016-2017 |
| CD Badajoz               | España | 2017-2018 |
| Salamanca CF             | España | 2018-2019 |
| Inter de Madrid          | España | 2018-2019 |
| Mohun Bagan              | India  | 2019-2020 |
| Linares Deportivo        | España | 2020-2021 |
| Real Balompédica Linense | España | 2021-     |

## Palmarés

### Campeonatos nacionales
| Título   | Club        | País  | Año  |
| -------- | ----------- | ----- | ---- |
| I-League | Mohun Bagan | India | 2020 |